# 三備地区の繊維産業
三備地区の繊維産業（さんびちくのせんいさんぎょう）は、備前国・備中国・備後国の三備、現在の岡山県南部から広島県南東部の範囲で行われている繊維産業。
国内有数の一大産地。特に厚地綿布を用いた製品の産地で、世界的に評価されるデニム（ジーンズ）の産地であり、国内最大の制服（学生服・ワーキングユニフォーム）の産地である。

## 地理
それぞれの主な集積地は、備前が児島（岡山県倉敷市）、備中が倉敷・玉島（倉敷市）と井原（岡山県井原市）、備後が神辺・新市（広島県福山市）になる。行政区では、岡山県倉敷市・井原市と広島県福山市に加え、岡山県岡山市・玉野市と広島県府中市などが入る。
- それぞれの国の南部にあたる。近世江戸時代当地を支配した藩は石高を増やすため干拓によって土地を増やしたが、できてすぐの干拓地は塩分が強く米作に不向きであったため、塩に強い綿花の栽培が推奨された。その綿を用いてそれぞれの国で綿織物（小倉織・絣）が発達した。
- 備前・備中・備後の綿作は大蔵永常『綿圃要務』天保4年（1833年）刊で紹介されており（備中玉島周辺と備後福山周辺）、西日本では畿内に次ぐ綿作地帯であった[8]。
- 高梁川および芦田川の流域内にある。気候は瀬戸内海式気候になる。染色のための水と干場があった。藍も綿と同様に江戸時代栽培された。そして藍染めのノウハウがデニムのインディゴ染めに生かされることになる。
- イグサも綿と同様に江戸時代栽培が推奨され、そこから莚（花莚）・畳（備中表・備後表）が生まれた。畳表製造の技術と太番手の糸を利用した厚地の縫製の技術は大いに関連すると言われている[9]。また現在全国の畳縁の8割が児島唐琴地域で生産されている[10]。
- 岡山県南部の岡山平野内にあり岡山都市圏を形成、井原より西側は福山平野内にあり福山都市圏を形成する。
- 瀬戸内工業地域の中にある。この地域の近代工業化はまず紡績業から始まり[11]、高度経済成長期に石油化学工業と鉄鋼業が発達、現在は電気機械工業が主力になる[12]。1960年代に備前・備中（岡山側）が新産業都市に、備後（広島側）が工業整備特別地域に指定され、瀬戸内工業地域内の中核となった[13]。三備地区の繊維工業はこの地域の工業化の原点であるとともに、それで蓄えた資本と労働力が高度経済成長以降の業種転換を可能にし、工業地域の発展を支えてきた産業になる[14][15]。繊維工業は全国的に見れば高度経済成長期から衰退しているが、三備地区の繊維工業は他の工業地域と比べて盛んである[11]。特に倉敷市と福山市は、繊維工業と鉄鋼業（JFEスチール西日本製鉄所）が主産業の一角を占めており、これは全国的に見ても珍しい状況である[14]。
- 主要品目は、デニム（ジーンズ）・学生服・ワーキングウエア・カジュアルウェアになる[16]。うち三備地区内全体で連携して製造しているのはカジュアル・デニムのみになり、学生服・ワーキングウェアは地域内間の取引そのものが希薄である[17]。学生服大手のうち3社（カンコー・トンボ・富士ヨット）が備前岡山にルーツをもち、それらの関連企業が系列化[1]している。作業服メーカーは地区全体に点在する。また主要な紳士服量販店のうち2社（洋服の青山・紳士服のはるやま）がこの地区に本社を持つ。
- この産地地区は「競争心の強さ」「駄目でもあきらめないしぶとさ」という風土を持ち、企業は独自の事業展開を試みるモチベーションが高い、と指摘されている[17]。

三備の呼び名にも諸説ある。岡山県内の産地のみで「西備」と言われる。ジーンズブランドのボブソン（現在は岡山県岡山市）・ビッグジョン（倉敷市）・ブルーウェイ（現在は広島県府中市）の頭文字をとって「3B」と呼ばれた、という説もある。

## 沿革

### 近世

#### 備前
岡山県南部一帯は、古来は大小の島々が点在する浅瀬の海であった。江戸時代、備前を支配した外様岡山藩は干拓によって土地を増やし、できた新田には塩気がありすぐに米作ができないため、塩分に強い綿花が栽培された。
岡山藩領の児島地域は当時耕作面積の割には労働人口が多かった。その労働力を活かして、綿から糸を紡いで「雲斎織」（備前の隣美作が発祥）などの木綿織物にして売っていった。また児島には古来より信仰の対象とされた由加山瑜伽大権現があり、その門前町でこの地で作られた「真田紐」や「小倉帯地」（備前小倉織）が売られ、土産物として好評を博したという。北前船の寄港地（西廻海運）であった下津井では魚肥が持ち込まれ綿の肥料となった。
江戸時代の綿織物の転機となったのは寛政の改革による倹約政策によって絹織物着用が禁止されたことであり、これにより全国で絹に変わって綿織物の研究が進み発展した。備前小倉は寛政10年（1798年）頃あるいは文化12年（1815年）頃から始まったという。

#### 備中
江戸時代の備中は、分割統治されていた。
玉島は江戸初期まではほぼ海で、そこを備中松山藩が支配した（飛地）。松山藩は外港を持っていなかったため、更に石高を上げるため、玉島を干拓して築港し農地を得ることとした。港周辺の村では綿花が栽培され、高梁川上流の松山藩内で生産された綿とともに「備中綿」として港で出荷された。港は北前船の寄港地となり備中綿は広く売られ、最盛期には港で売り買いされる8割が備中綿関係で占められ、43軒もの問屋・200棟を超える土蔵群が軒を連ねた。ただ、しばしば玉島港への土砂堆積が問題になるも、港はのち3藩による分割支配となったことで管理運営が困難になったことに加え、付近の港の発展による競争激化により、18世紀末には港の問屋が退散していき港としては衰退していった。
倉敷は児島半島内に位置し、古来から高梁川からの堆積土砂によって徐々に浅くなり土地が形成された。その名のとおり中世に倉敷地として開かれた地で、江戸時代は天領であった。倉敷は周辺の天領を支配する政治の中心であるとともに、備中南部の物資集散の中継地として発展した。特に江戸時代中期以降に周辺の干拓地で綿が生産され、運河であった倉敷川の辺りでは綿などを扱う問屋や仲買人で賑わった。
井原は古代から山陽道の駅家があったところであり、江戸時代には近世山陽道（西国街道）の宿駅七日市宿・高屋宿があった。江戸初期、井原中心部は旗本井原池田家、西側の高屋地区は譜代備後福山藩が支配した。井原中心部を流れる小田川は中世まで西側の高屋川を通って芦田川に流れていたが、江戸初期に福山藩が井原に堤防を築いて東側に流し高梁川に注ぐようになった。ただ平野部が狭く米作に向く土地が少ないため、換金作物である綿が推奨された。
江戸初期にまず高屋で綿花栽培が始まった。天和年間（1681年-1684年）井原に藍栽培が伝来し浅黄木綿・紺木綿・絣木綿といった藍染め織物が作られた。これらは山陽道を用いて参勤交代で行き来する人たちに評判となり、全国にその名が広まった。
元禄11年（1698年）福山藩は無嗣除封、備中の旧福山藩領は天領・旗本領となり、延享3年（1746年）から備中の一部を一橋徳川家が支配した。一橋家は産業振興に力を入れ、領民に高機を貸し付けたり、伊予から織物技術者を招聘したりしている。これにより井原で官営の家内工業が誕生した

#### 備後
中世まで備後の中心地は神辺にあり、山陽道が整備された際には宿駅は神辺に設けられた。江戸初期に備後福山藩が興り福山城が建てられ備後の中心地がより南へ移る。福山藩は芦田川下流を干拓によって土地を増やし、そこへ綿花栽培を推奨した。
そこから白木綿・浅黄木綿などが作られ、福山城下の問屋や市場で売られていった。18世紀初め頃、木綿織が発達し古着（福山古着）とともに他地域にも広く出荷された。ただしこの地域の本格的展開は幕末期以降になり、問屋制家内工業も幕末期に普及した。
寛政の改革以降、全国で綿織物の開発が進んだ。福山藩内でも、嘉永6年（1853年）芦田郡下有地村（現福山市芦田町）の富田久三郎が木綿絣を発明する。更に文久元年（1861年）洋綿糸を用いて精巧な絣を製作する。これは明治時代に入り「備後絣」として名声を得ることになる。

### 近代
明治政府は殖産興業の下、各産業の近代化を推し進め、中でも繊維産業を最も重要視した。
岡山県では第一に養蚕・製糸、第二に綿紡績および木綿織物の拡張が図られた。養蚕糸伝習所（現津山市山下）や製糸場（現笠岡市笠岡）が設けられ、明治中頃には岡山県中・北部を中心に多くの民間の製糸工場ができた。広島県での養蚕・製糸業も同様に明治中頃から重要視され、1913年（大正2年）県立原蚕種製造所のちの県蚕業試験場（現府中市広谷）が設けられた。ただ岡山県では、県外大手製糸企業の進出などの影響を受け、地場の民間製糸工場は経営が安定せず昭和にかけて衰退していった。
一方で綿は、近代に入り安価な輸入綿糸が増加した。広島県西部（広島市周辺）では江戸時代広島藩特産品「安芸木綿」が生産・流通していたが、明治時代に入り安価な輸入綿の流通により規模縮小あるいは廃業している。明治政府は、増加する輸入綿糸を国内綿糸に転換していくため、民間の綿紡績業を育成・奨励した。そうした中で三備地区ではそれぞれで新たな綿製品を生み出していった。
近代における日本の綿織物業は第一次世界大戦における大戦景気と戦後不況を挟んで目覚ましい発展を遂げた。特に静岡県遠州/愛知県知多/大阪府泉南・泉北/兵庫県播州など輸出主導の産地が生まれ、1933年（昭和8年）には綿布輸出量でイギリスを凌駕し、貿易摩擦を起こすほどの強靭な国際競争力を得ていた。三備地区産地はそれらと違い、日本の近代化で個人消費が増える中で国内内需向けに発展してきた。

#### 倉敷周辺

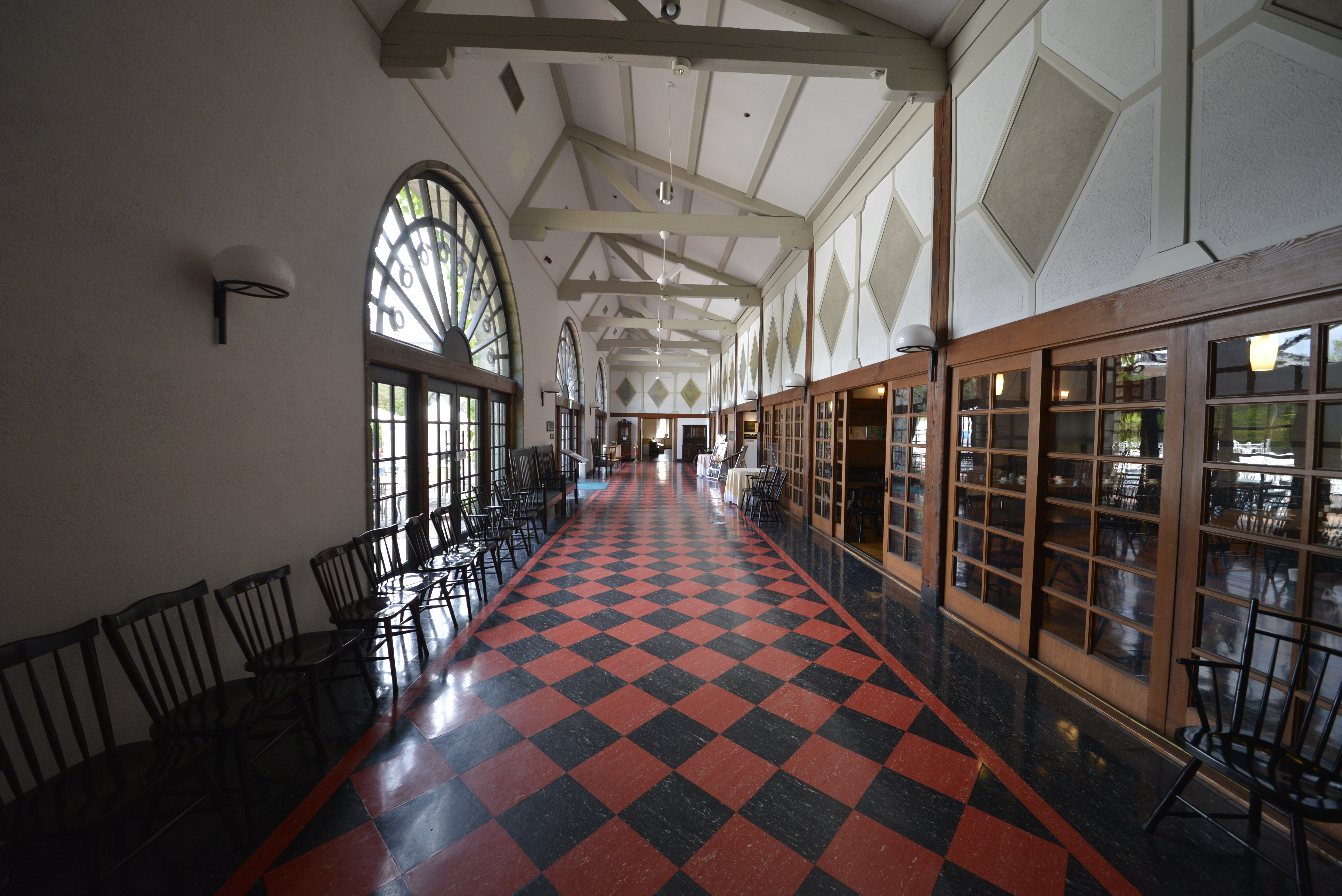
旧倉敷紡績所、現倉敷アイビースクエア

1881年（明治14年）国内初の民間紡績所である下村紡績が児島に、同年玉島紡績が玉島に開業する。1889年（明治22年）英国式の最新機械と施設を備えた倉敷紡績所（現クラボウ）が倉敷代官所跡に開業する。以降も大正時代にかけて西から玉島・倉敷・早島・茶屋町・児島と高梁川河口の玉島湾を囲う位置に近代的紡績工場が建てられていった。
児島で作られていた真田紐・小倉帯地は、明治時代に入ると由加山への参拝客減少により土産物として売れなくなり、廃刀令施行により帯刀に用いられなくなったため、需要がなくなった。そこで県外に販路を拡大するととともに、「袴地」や「前掛地」そして「足袋」へと転換していった。1916年から1919年（大正5年から大正8年）児島の足袋生産量が日本一となった。また真田紐のノウハウと従来から行われていた畳表の製造から「畳縁」製造が生まれる。児島の松井武平は1921年（大正10年）光輝畳縁の生産を始め、関東大震災後需要が飛躍的に増大したことを受け、昭和時代には児島で全国の30%を生産するようになった。さらに真田紐・小倉帯地から「帆布」（倉敷帆布）が生まれる。

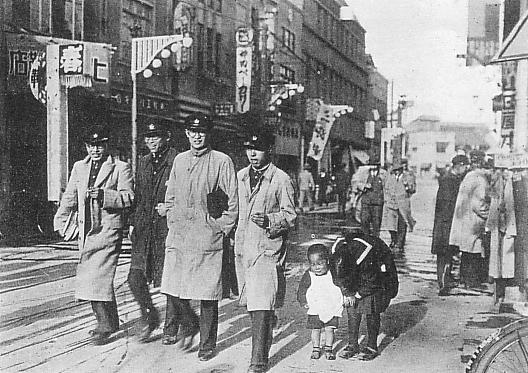
1930年頃の神田古書店街を歩く学生

ただ足袋などの和装もの製造は服装の洋風化によって1920年代に後退していき、代わって洋服の製造が始まり、特に足袋のノウハウを活用して「学生服」「作業服」製造へと転換していった。角南周吉（学生服の創始者）は1918年（大正7年）児島に角南洋服裁縫実習所を開業し学生服縫製を始め、家守善平（学生服の先駆者）は1921年頃から児島織物合資会社で霜降りの学生服を量産した。第一次大戦後の戦後恐慌を契機に学生服製造への転換を図る企業が増える。この頃に日本被服・尾崎商事（カンコー）・トンボ・明石被服興業（富士ヨット）などが製造を開始する。岡山（児島）の小倉織学生服は運動しやすく丈夫で安価と評判になり、大正時代からの服装の洋風化の流れに乗って急速に市場を席巻し、1937年（昭和12年）頃にはほぼ全国市場を独占するようになる。そして盛況する学生服生産によって、地域内だけで紡績―撚糸―織物―染色―縫製の一貫生産体制が築かれていった。
レーヨンの国産化に絡んで1928年（昭和3年）倉敷絹織（クラレ）工場が建設、1934年（昭和9年）玉島に太陽レーヨンを誘致するなど、沿岸部を埋め立て工場が建てられていった。

#### 井原
山陽道沿いで参勤交代向けに商売をしてきたものは、明治時代に入り参勤交代がなくなったことで職を失うものが出てきた。江戸時代末期に他地域では問屋制家内工業が発達したのに対して、井原では一橋徳川家による官営家内工業が発達したため、明治維新による繊維業の衰退が著しかったという。
そこで輸入綿糸を用いて手機械による織物製造や、1889年（明治22年）高屋に吉備織物合資会社が設立され着尺製造が行われる、1891年（明治24年）井原織物所が設立され地方最初の動力織機が導入される、などの新たな試みが進む中で次第に広幅織物に移行していった。吉備織物は日清戦争頃に浅木小倉地を作り呉海軍工廠へ職工服として納入し、残りを大阪市場で販売した。これが井原での「小倉服地」（備中小倉織）製造の元祖と言われている。のち備中小倉は全国へ販路を開拓していった。タカヤグループも創業は1894年（明治27年）つまり日清戦争の頃になる。
1912年（大正元年）備中小倉の海外輸出が始まり、第一次世界大戦による大正バブル期に販路をさらに拡大した。関東・九州経由の大量受注、海外へはオセアニア、欧州、アジア、アフリカ各国へ輸出されていき、当時日本の輸出用小倉織の6割が岡山県産の備中小倉になった。この輸出は第二次世界大戦まで続いた。

#### 福山周辺

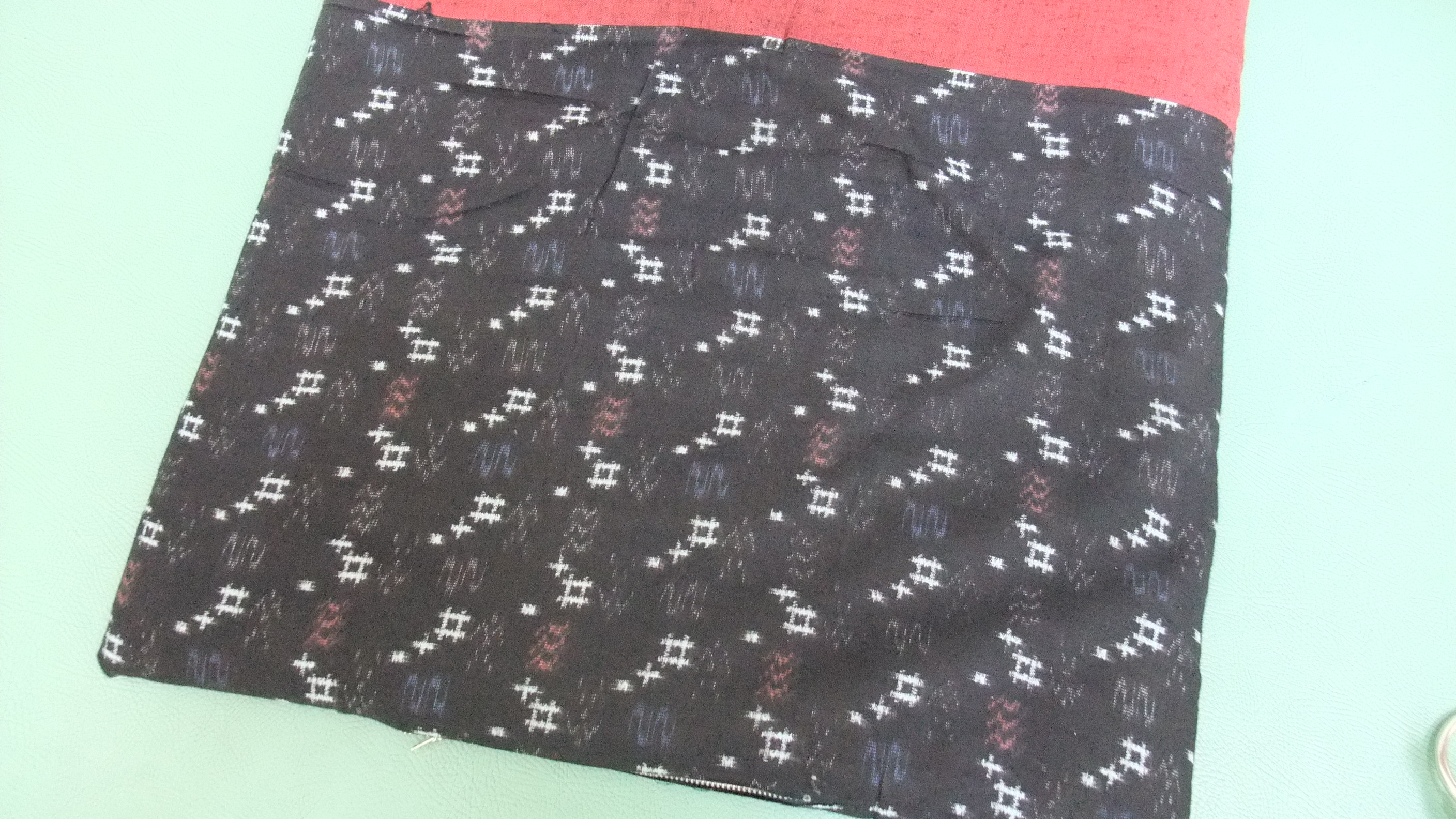
備後絣で作られた座布団

備後絣は1868年（明治元年）大阪伊藤忠商店（丸紅）との取引を開始して販路を広げてその名を広めつつ生産を拡大していった。1880年時点で年産11万5000反、1907年で43万7000反、1930年には100万反を突破し、生産ピークは戦後の昭和30年（1955年）代で全国の7割を締めていた。カイハラは元々備後絣製造として1893年（明治26年）創業、コーコス信岡は元々備後絣問屋として1901年（明治34年）創業している。
紡績工場は明治初期からいくつか興り、明治中頃には地元資本を集め福山紡績が創立され、大正期には広島県下最大の職人数を誇った。
この流れに1908年（明治41年）設立した広島県福山工業試験場（現在の広島県立東部工業技術センター）が、新技術の導入・新製品の開拓や販売促進・販路拡大など様々な取り組みで発展に寄与した。試験場は硫化紺染料の試験にいち早く着手し結果が良好だったため、備後地域の業者で硫化染料が広く利用されるようになり、第一次世界大戦時の染料不足の際には試験場が新たな製法を確立し民間に指導した。結果、備後地域は日本の化学染料工業の中心地の一つになった。
縫製への進出は第一次大戦後の時期に行われた。1923年（大正12年）頃、神辺に岡山県から足踏みミシンが導入され下請け加工が始められる。1926年（昭和元年）備後制服合資会社が設立され、20台のシンガーミシンを導入、ズボン・股引などが地元備後の問屋の賃加工として行われた。自重堂も1924年（大正13年）作業服・学生服用小倉地の製織業者として創業している。
1920年代の広島県内織物産業は綿織物が主力であり、その県内生産額のうち8割から9割をここ備後地域で生産していた。

### 第二次世界大戦前後
世界恐慌とそれに伴う昭和恐慌で繊維産業は大打撃を受けた。1937年（昭和12年）日中戦争勃発。1938年（昭和13年）禁綿三法により、繊維産業は縮小の一途を辿っていた

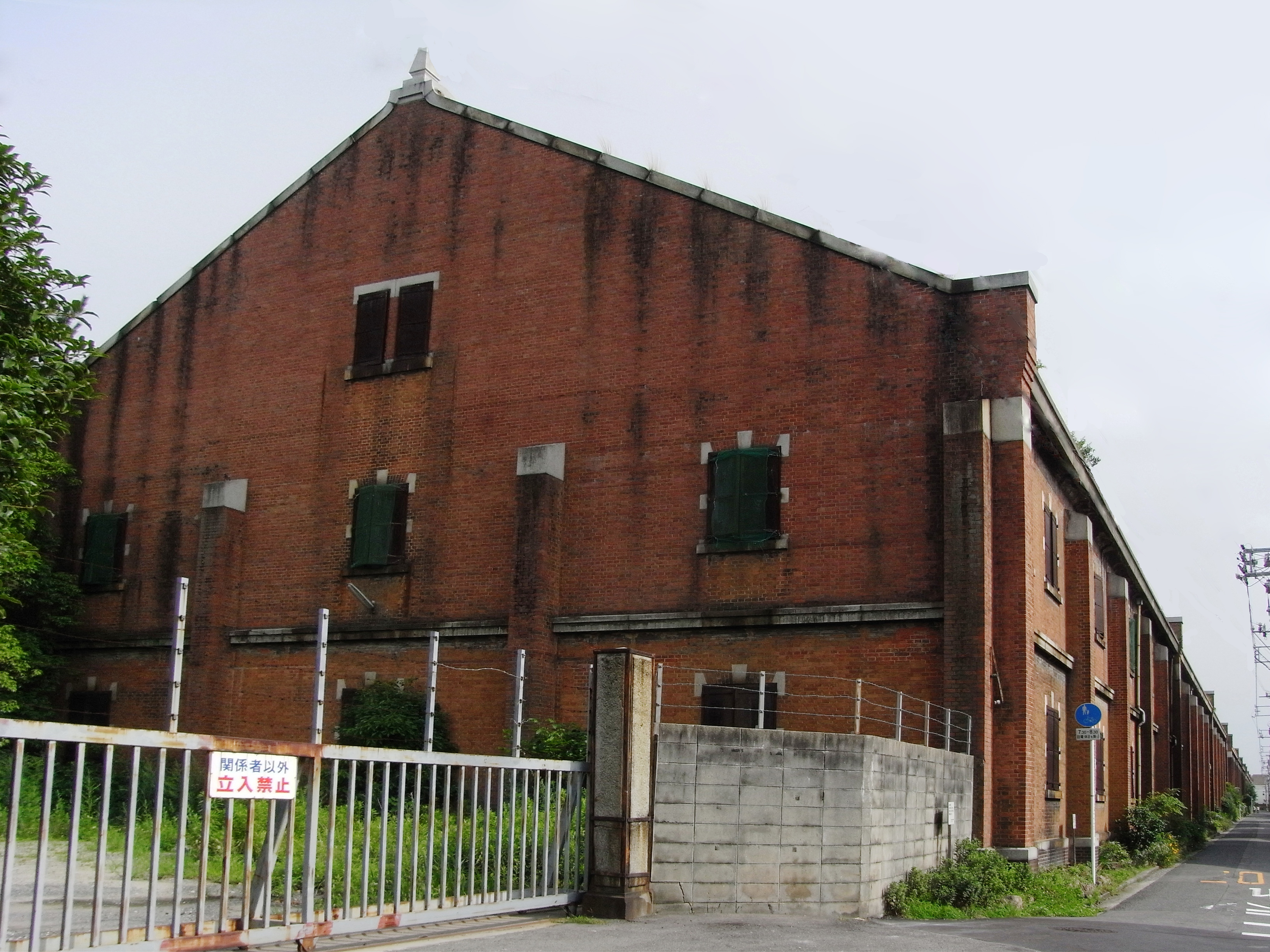
広島陸軍被服支廠跡。1945年被爆。

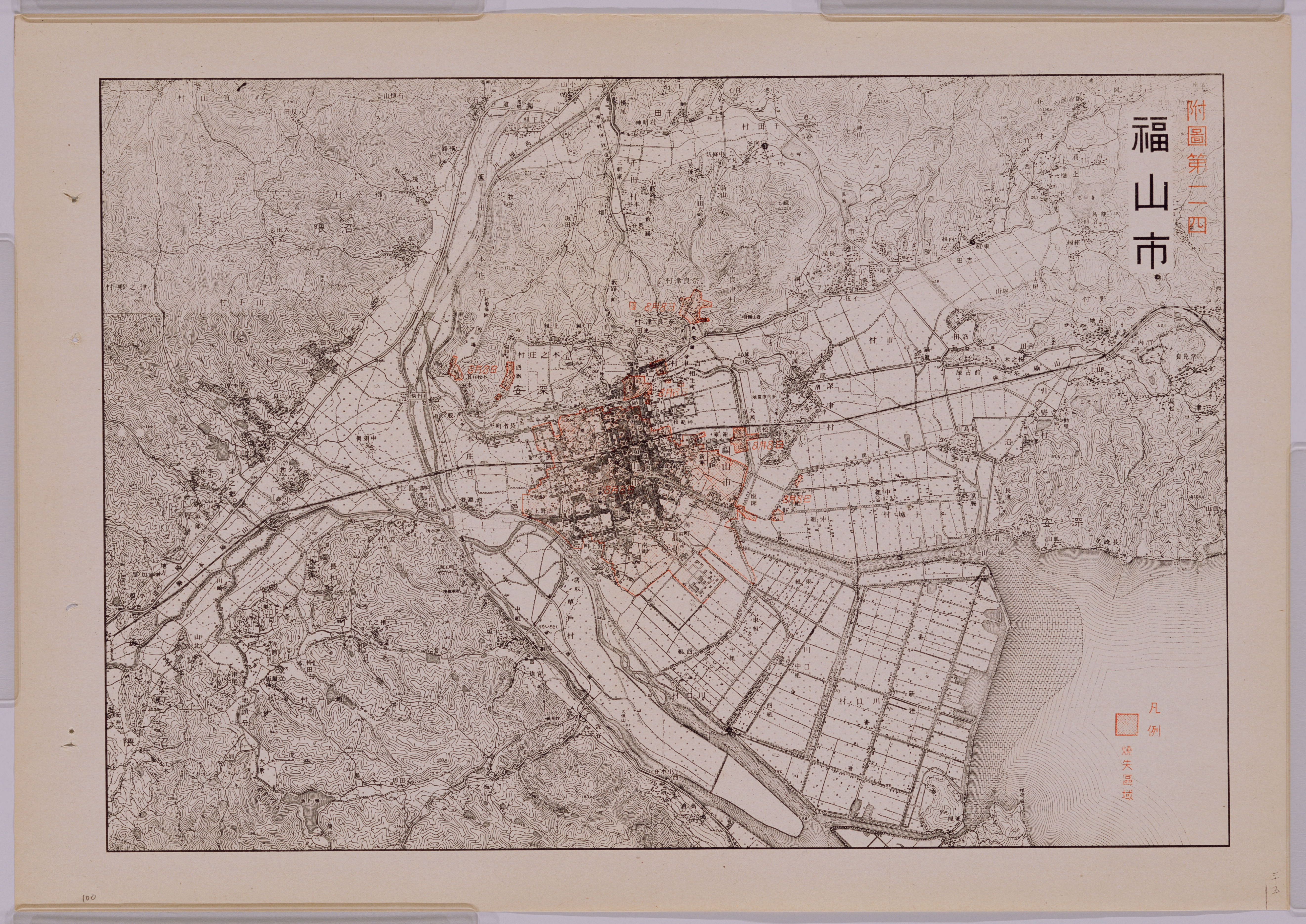
戦災概況図福山。右に河口がある入江から上流（左側）に遡って1つ目の工場の地図記号が日化。福山駅の南にある紡績工場は福島紡績。

岡山県では県主導で商工奨励を図り、大工場の誘致を進めた。そして日中戦争以降の戦況拡大・激化に伴い戦力充実を測った大日本帝国海軍の意向、県および倉敷市の熱心な誘致により、三菱重工業航空機製作所の誘致が決定し旧東高梁川の河口廃川地およびその先の海面を埋め立て造成される（のちの水島臨海工業地帯）。海軍と三菱は1943年（昭和18年）中に1号機を飛ばす予定であったが生産は遅延していたことから、周辺の既存工場に航空機製造に必要な部品の生産を求めた。これに生産削減を余儀なくされていた紡績各社が応え、既存工場での航空機部品の生産、あるいは三菱水島や陸軍兵器廠へ工場を貸与した。中でも大原総一郎が社長を兼ねていた倉敷紡績（クラボウ）と倉敷絹織（クラレ）では、クラボウは航空機事業部を新設し1943年子会社として倉敷航空機工業を設立、クラレは1943年倉敷航空化工に社名変更して対応している。
戦時中の児島では軍服を製造していたという。備後地域では、広島陸軍被服支廠の統制下に置かれ軍服など軍需品を生産、その生産量は増大していた。
向島では海軍が向島紡績の建物を借りて俘虜収容所として用いた。
太平洋戦争末期、連合軍によって空襲された（岡山大空襲・水島空襲・玉野空襲・福山大空襲）。福山では日本化薬福山工場が破壊目標になった（旧・帝国染料製造で1943年日化に吸収合併、戦時中も火薬ではなく染料の原料を製造していたという）。逆に倉敷中心部はクラボウ大原孫三郎が設立し貴重な美術品を収集していた大原美術館があったため空襲されなかった、とされている。
倉敷周辺で三菱の下請け工場化していた紡績各社は、戦後すぐ民需へと転換した。倉敷紡績（クラボウ）は1945年10月万寿工場・同年12月早島工場での綿紡績を再開、倉敷絹織（クラレ）は岡山工場が進駐軍に接収されたものの同年11月倉敷工場を再開している。ただし両社は1947年（昭和22年）持株会社指定（財閥解体）を受け、大原総一郎はクラボウ社長を辞任、以降両社の組織的関連はなくなり、1949年（昭和24年）倉敷絹織は倉敷レーヨンに社名変更しビニロン工業化を進めた。中堅の山陽紡績・半田紡績・帝国繊維・正繊興業（セイショク）なども同様に再開を果たしている。また空襲で壊滅した水島港は綿花・燃料である石炭・製品を輸出入するため大原総一郎が中心となって商港として再建されている。その後水島臨海工業地帯として発達、そこで生産された合成繊維は児島の学生服製造に大きな影響を与えた。
備後では、戦時下に軍服という厳格化した規格品を縫製したことでその技術は向上し戦後の繊維産業を支えた、と言われている。1950年（昭和25年）禁綿三法解除。生産が再開され需要も増加し、新規業者も誕生した。井原では、1955年（昭和30年）頃から進駐軍の払い下げジーンズを縫い直して東京アメヤ横丁などで販売しており、これが縫製業発展に繋がった。

### 集積化
1949年（昭和24年）合成繊維メーカーは新製品であるビニロン・ナイロンを発売する。合織の生産が飛躍的に増え発展した。合繊メーカーは市場確保の観点から合繊を扱う織布・染色加工・縫製業者などを選定、系列化を進めた。結果として合繊の品質は保証され、乱売競争が起こることなく市場価格は高く保たれることになる。1952年（昭和27年）頃から岡山で合繊の学生服製造が始まる。
ここで「ワーキングウェア」の生産が急速に伸びる。高度経済成長にはいり産業全般が発展したことでワーキングウェアを着用する人が増えていたところ、元々作業服製造のノウハウがあったことに加え、大手合繊メーカーあるいは綿糸メーカーが自社の大量の製品を系列化した縫製業者を活用して流通させたことから、急速な需要増大に対応することができた。これらはワーキングウェア生産を中心としながらも子供服・レディースウェア・メンズウェアなどの多様なものを手掛けていった。1968年（昭和43年）度『全国縫製品出荷数量統計』によると、ワーキングウェア・スポーツウェア・制服の出荷数量は1位が岡山県・2位が広島県であった。
一方で合繊の登場により、従来からの紡績―撚糸―織物―染色―縫製の一貫生産体制は崩れた。合繊系列に入れなかったメーカーは新たな模索を始める。染色メーカーはワーキングウェア生地の染めなどに活路を見出した。井原では、1960年（昭和35年）頃から従来の藍染技術を活かしてインディゴ染した備中小倉が作られた（これを持って井原はジーンズのふるさとと称す）。学生服も、小学校の自由服装化・学生数の頭打ち傾向などにより1962年（昭和37年）頃をピークに需要が減り始める。学生服製造で創業したマルオ被服（ビッグジョン）はアメリカからデニム生地を輸入し1965年（昭和40年）日本で始めて自社で縫製したジーンズを発売した（これを持って児島は国産ジーンズ発祥の地と称す）。また合繊系列入りしたメーカーも、多くが下請けであったため1964年構造不況により被害を受けることになる。
そこへ1960年代後半から1970年代にかけてヒッピームーブメントにより世界的なレベルでの「デニム（ジーンズ）」需要が起こる。
- そこで、厚地の裁断・縫製の技術ノウハウを持った学生服・作業服メーカーが事業転換する[63]。
- 児島では、マルオ被服（ビッグジョン）が当時アメリカジーンズメーカーになかった工程である洗い加工[注 5]の原点となる技術を開発するなど技術開発を重ねた結果爆発的に売れ国産ジーンズのトップメーカーとなった[63]。これに触発された児島・井原の企業がジーンズ事業に参加した[63]。マルオ被服社長の弟が創業した山尾被服工業（ボブソン）、タカヤ商事、オカセン（カイタックインターナショナル）、大島被服（ベティスミス）、内田被服産業（ドミンゴ）、ジョンブルなどである[63]。現在は撤退しているが学生服大手の尾崎・トンボも当時手掛けていた[63]。
- 洗い加工は通常の縫製工程とは異なる設備・ノウハウが必要だったため、それを持つクリーニング業者なども参入した[63]。
- 備中は備中小倉/備後は備後絣で培った織布・染色・縫製のノウハウがあり、そこからデニム生産への転換がしやすかった[63][64][65]。ただ1970年頃まで国内メーカーは、デニム糸特有の中白（芯白）[注 6]に染める技術がなく全て染めてしまっていたため、質を求める国内のジーンズメーカーは海外から輸入もののB級品を使うしかなかった[9][63]。そこへ神辺の坂本デニム・新市のカイハラが中白（芯白）に染めつつ量産する技術をいち早く確立した[63]。そして世界的にデニム需要が続く1973年にリーバイスとの取り引きが締結され、国産デニムの海外輸出が始まった[61]。
- ジーンズ製造当初、ファスナーやボタンなどの付属品はアメリカ産を用いていたが、純国産ジーンズ製造が作られるようになるのに付随して、付属品製造を担う業者が誕生した[37]。なお初の純国産ジーンズは1973年ビッグジョンが発売している[62]。

こうして、デニム生地の生産（紡績―糸染―織布）を井原・神辺の企業が、ジーンズの縫製を児島や新市の企業が、ジーンズの付属品取付や洗い加工を児島の企業が、と三備地区全体で一貫生産体制が築かれていき、10年余でジーンズの産地となった。

## 企業
三備地区の繊維産業では、伝統的に中小企業が存続・残存してきた。日本の製造業は1990年代以降事業者数・従業員数ともに減少が続いており、三備地区の繊維産業でも同様の傾向にある。縮小傾向、業種転換した企業、海外に拠点を移した企業がある中で、製品の差別化・高付加価値化を図り成功した企業や、かろうじて事業を継続している企業もある。
ジーンズ業界では、2000年代に高級ジーンズが台頭してくると、若手層の新規参入が増えている。また広島市で開業したユニクロ（ファーストリテイリング）との取引で成長した企業も存在する。
以下、岡山県南部と広島県福山市・府中市で創業あるいは拠点とする繊維関連業者を、記事のあるものだけ列挙する。五十音順表記。
| 岡山県 - 明石スクールユニフォームカンパニー - アン・ドゥー - イトウゴフク - 菅公学生服 - キャピタル (アパレル) - クラボウ（倉敷紡績） - 倉敷繊維加工 - クラレ - サードシップ（EGOZARU） - ジャパンブルー - ジョア - ジョンブル (アパレル) - ストライプインターナショナル - ダイヤクリーニング - タカヤ繊維（タカヤ） - 寅壱 - トンボ (企業) - はるやま商事 - ビッグジョン - ボブソンピーチフォート（ボブソン） | 広島県 - 青山商事 - ウエスギ - カイハラ (企業) - コーコス信岡 - 自重堂 - ジーベック (被服業) - タカヤ商事（タカヤ） - マツオカコーポレーション |

| - 萩原工業 - ヒルタ工業 - 創業は福山市で染色から業種転換 | - シギヤ精機製作所 - 織機製造から転換 - ヒロボー - 紡績から業種転換 |

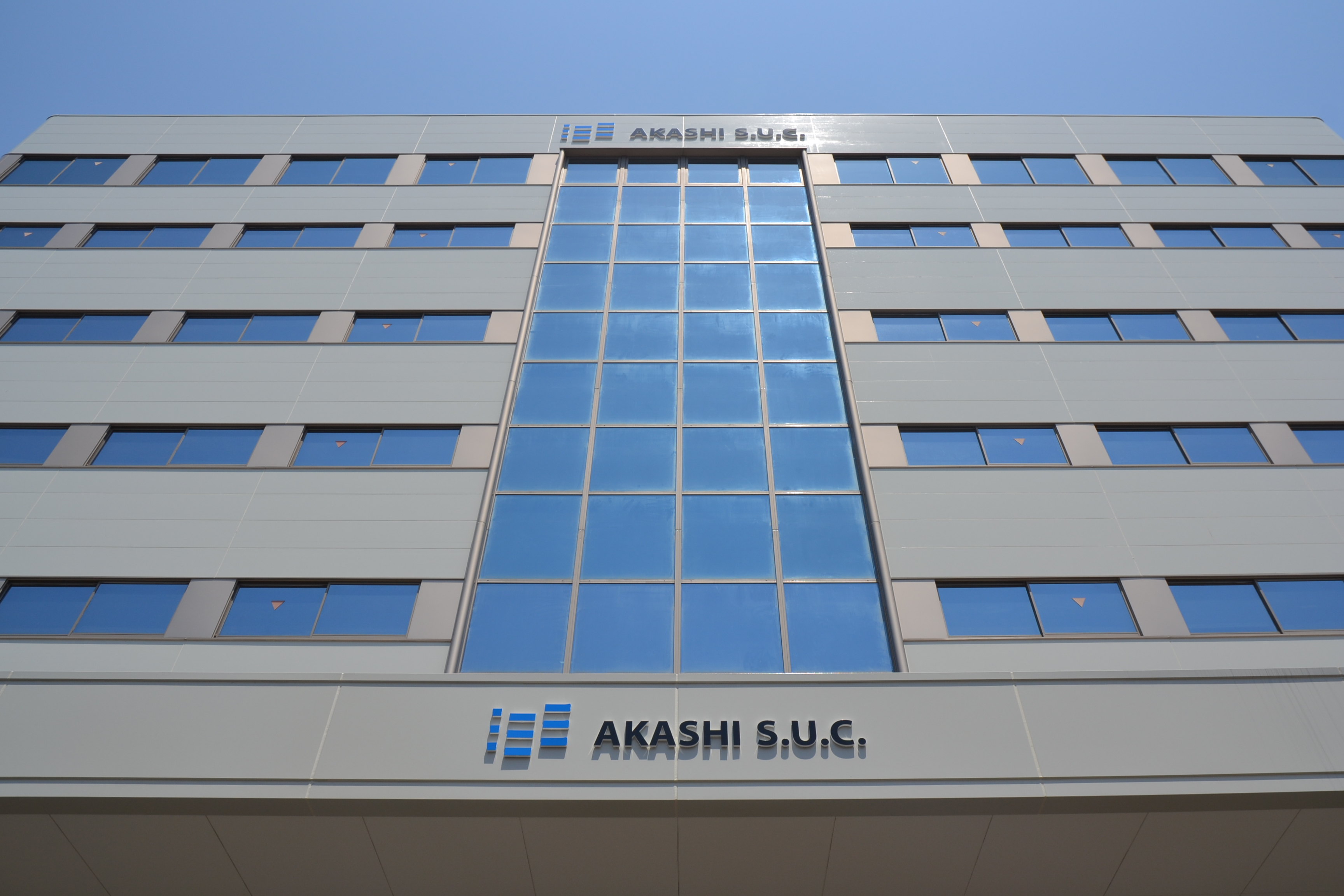
富士ヨット学生服（明石）本社（倉敷市児島）
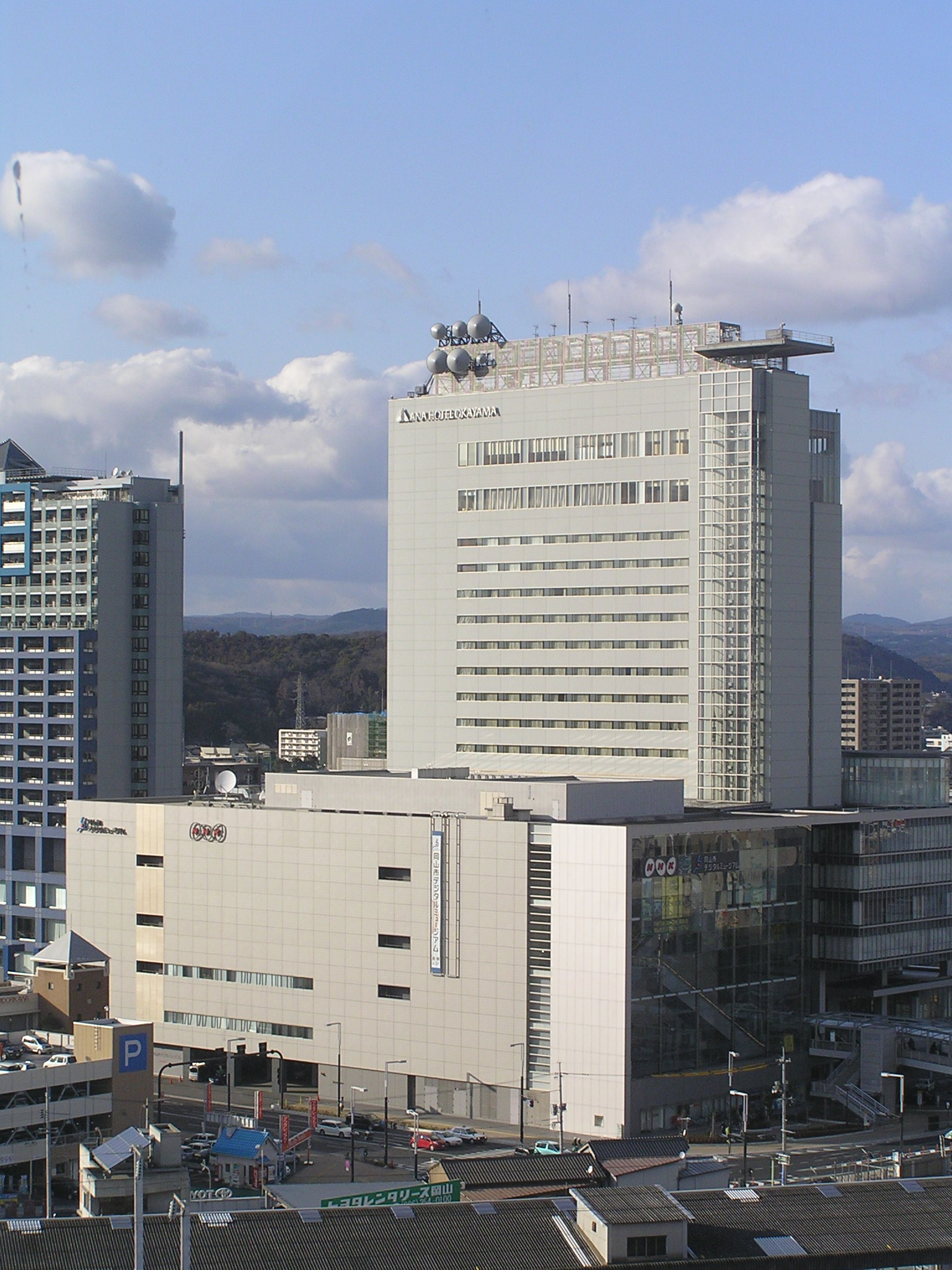
カンコー学生服本社が入居するリットシティビル（岡山市北区）
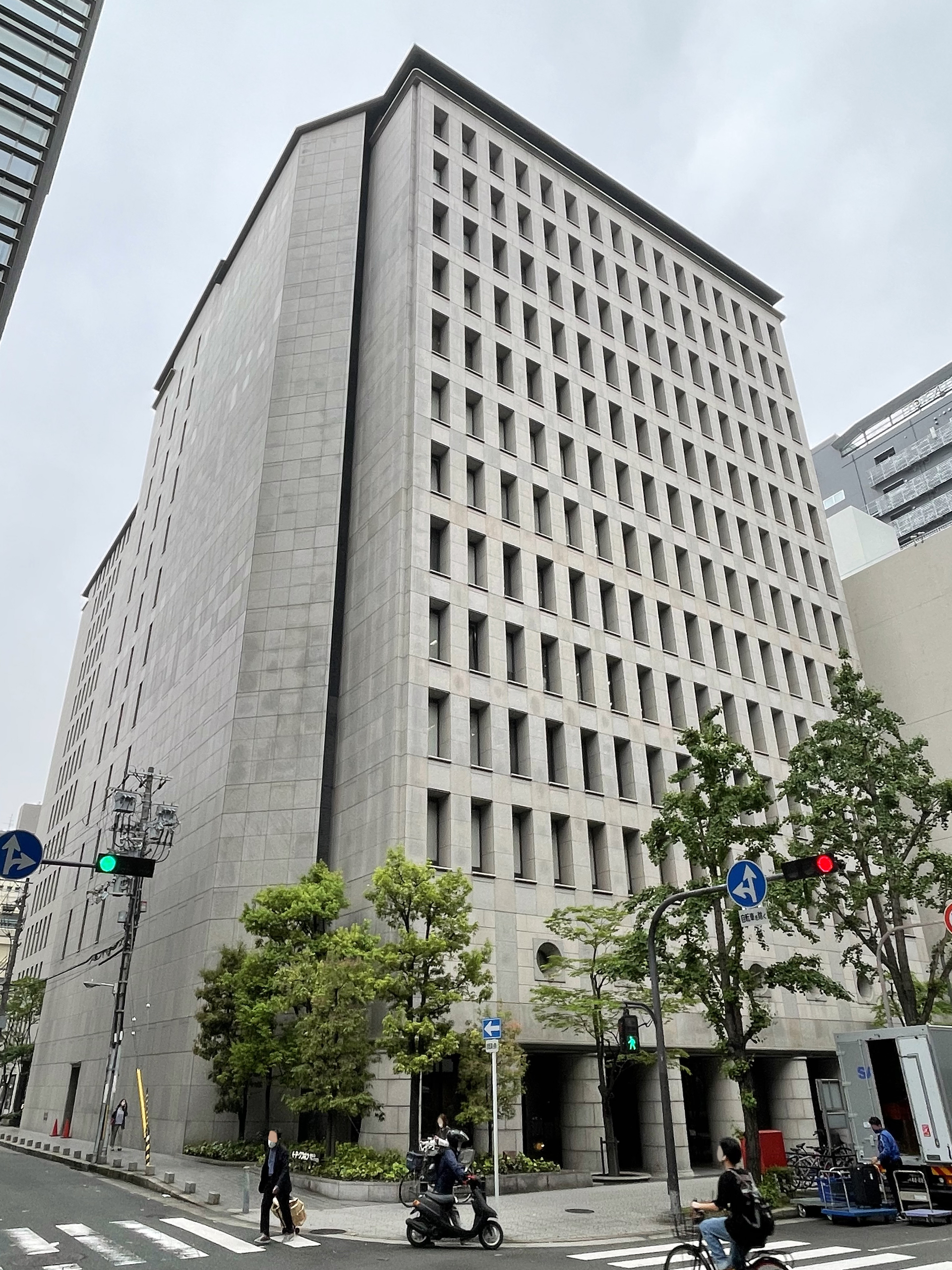
クラボウ本社（大阪市中央区）
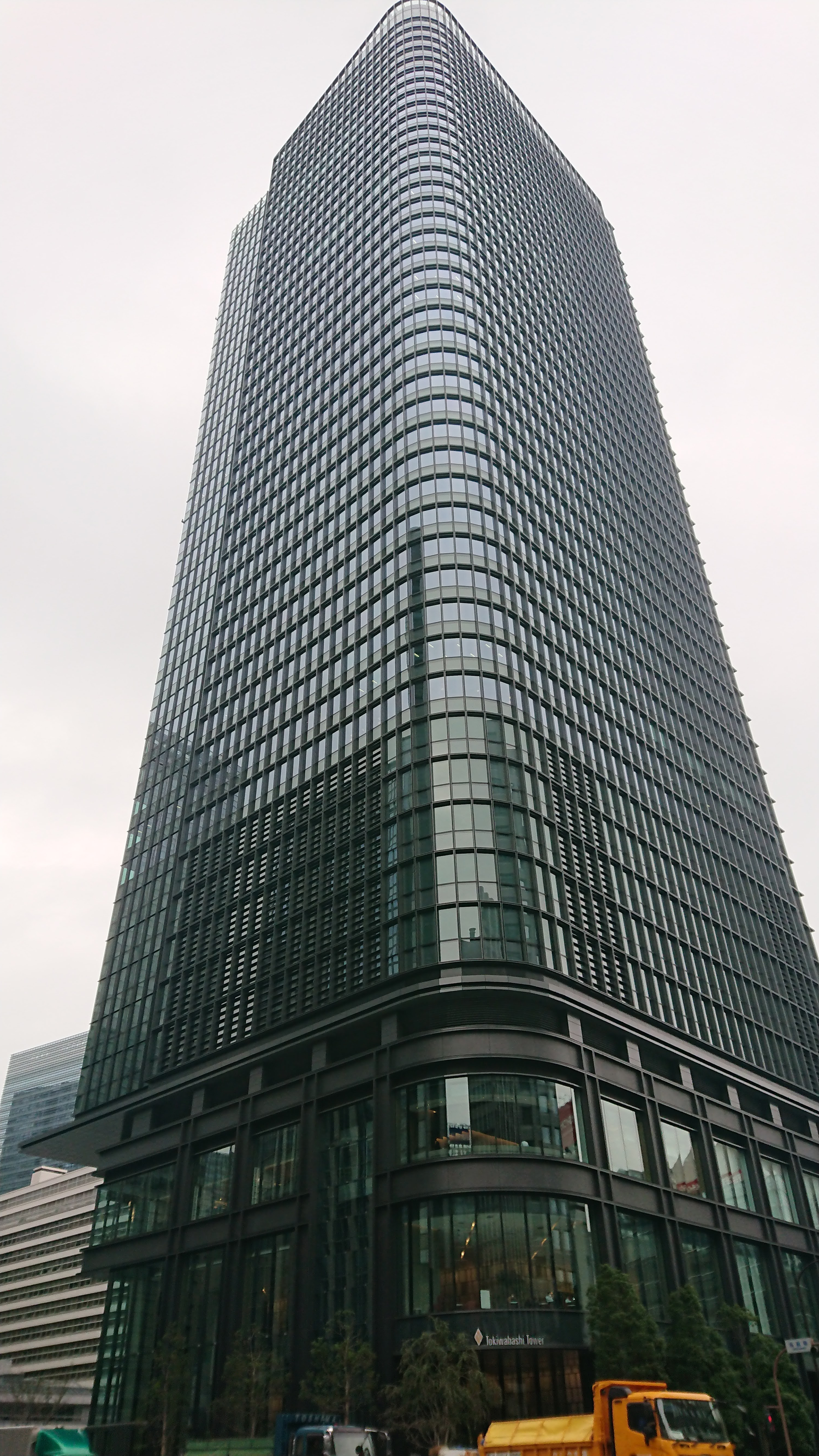
クラレ本社が入居する常盤橋タワー（東京都千代田区）
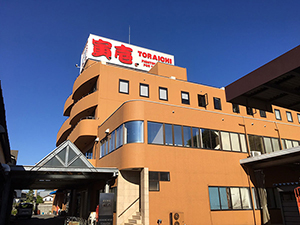
寅壱本社（倉敷市児島）
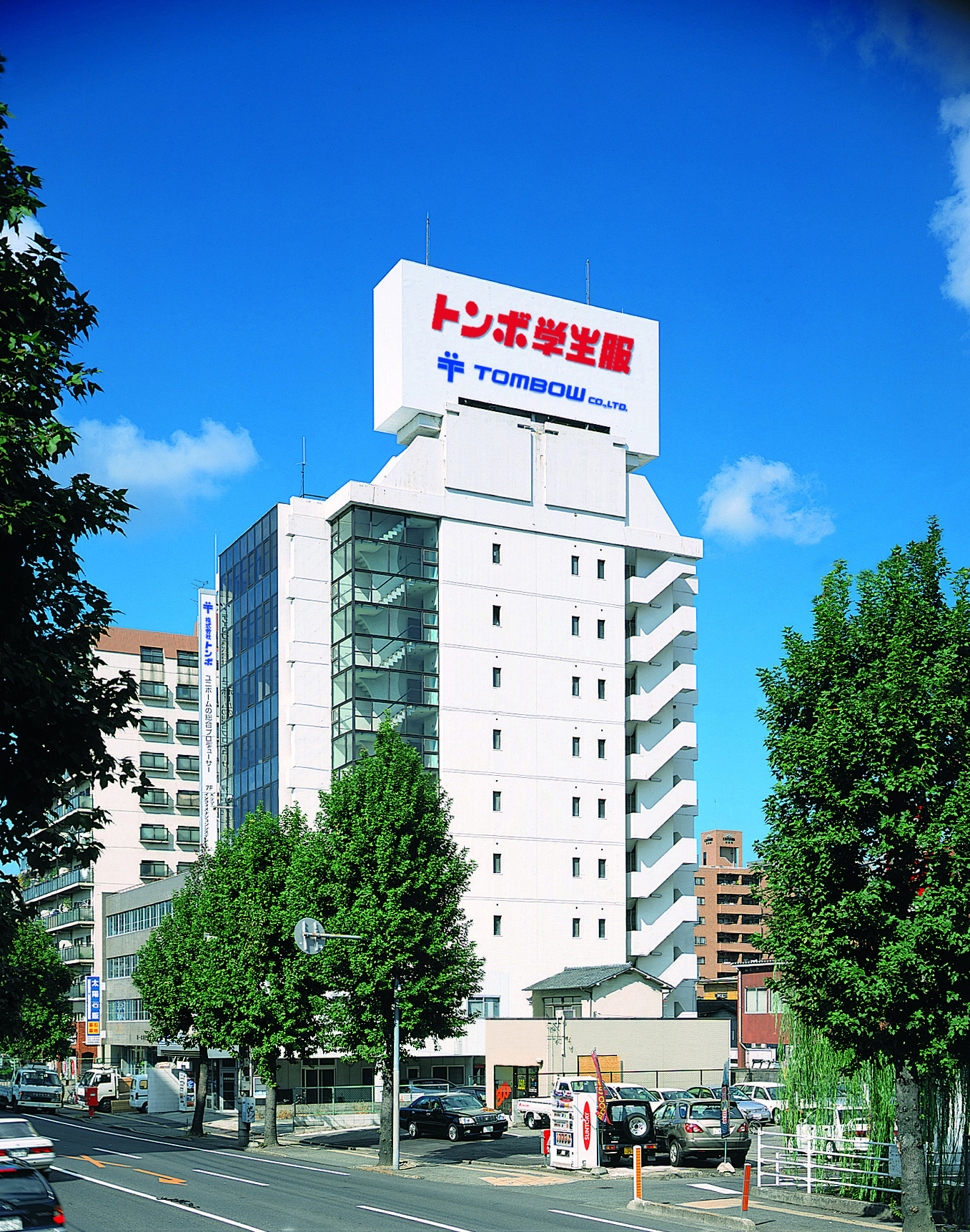
トンボ学生服本社（岡山市北区）
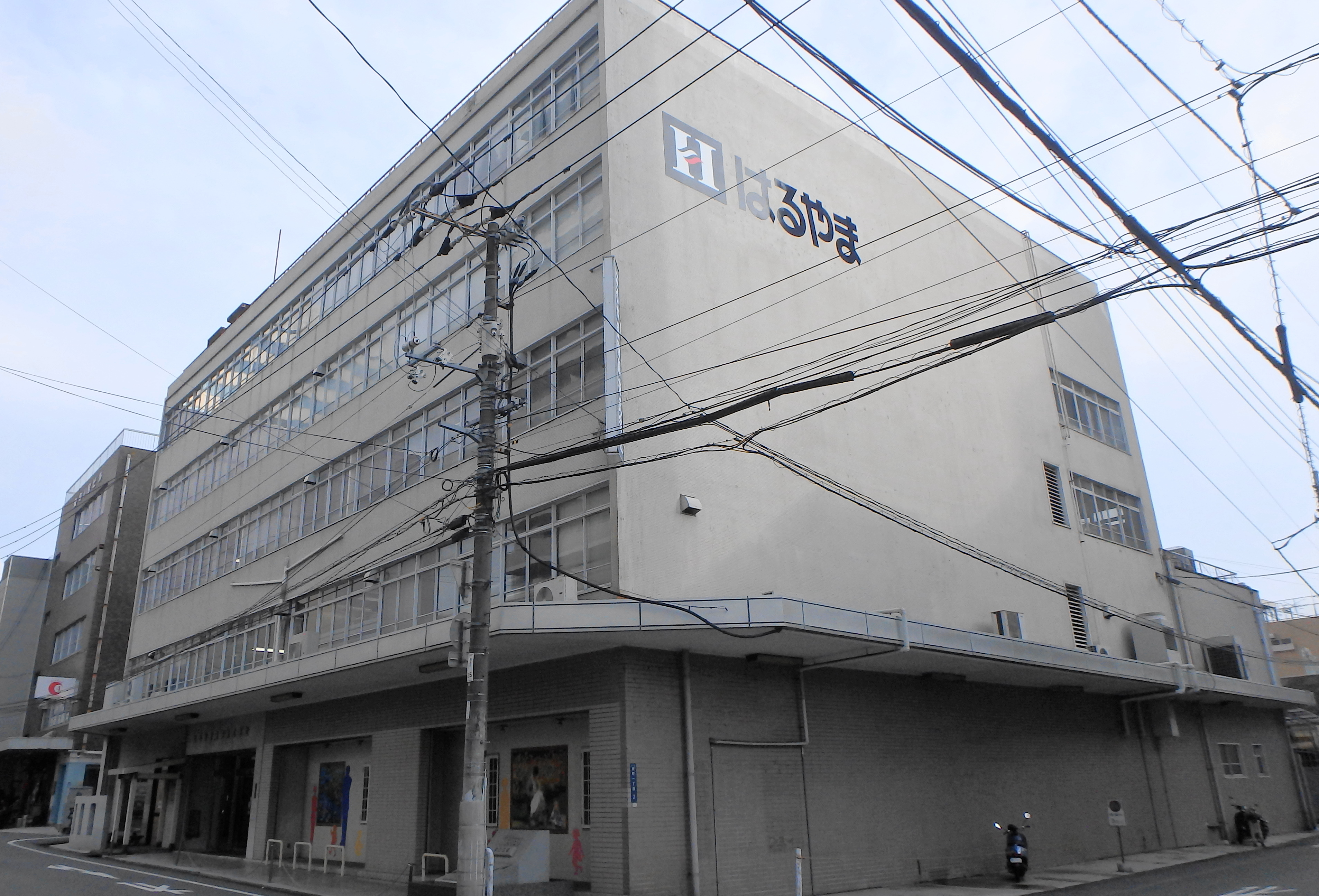
紳士服のはるやま本社（岡山市北区）

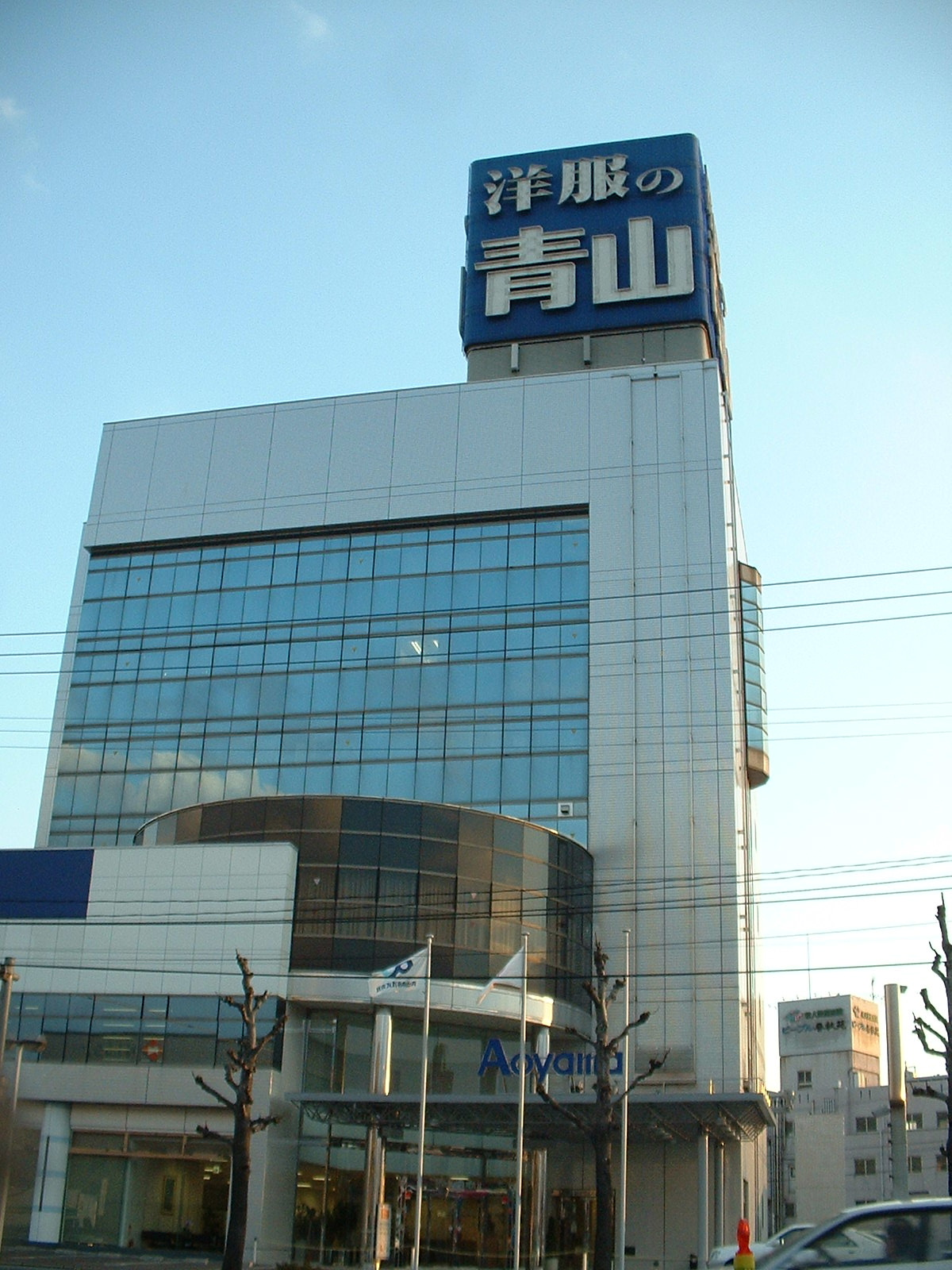
洋服の青山本社（福山市王子）
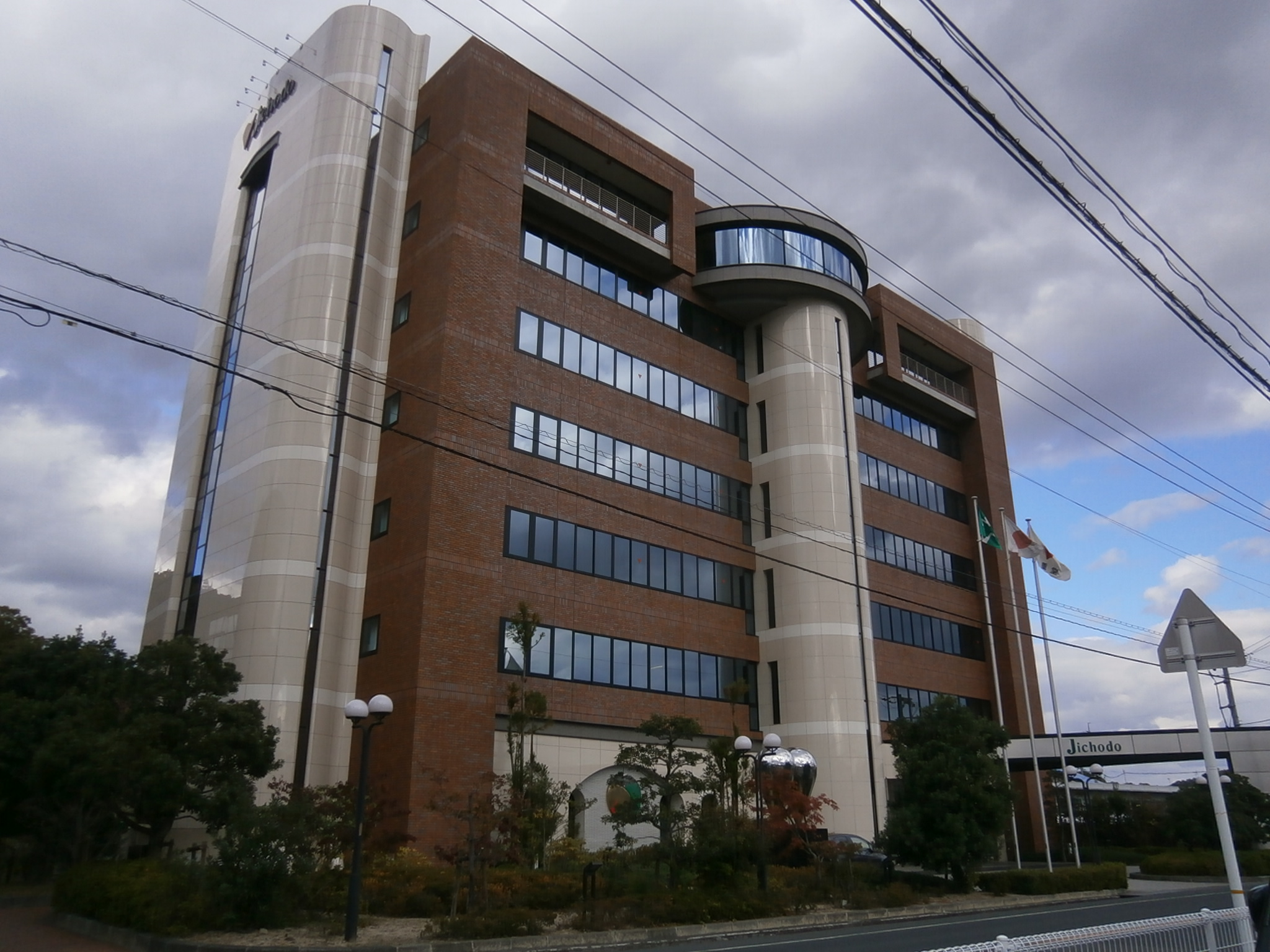
自重堂本社（福山市新市）
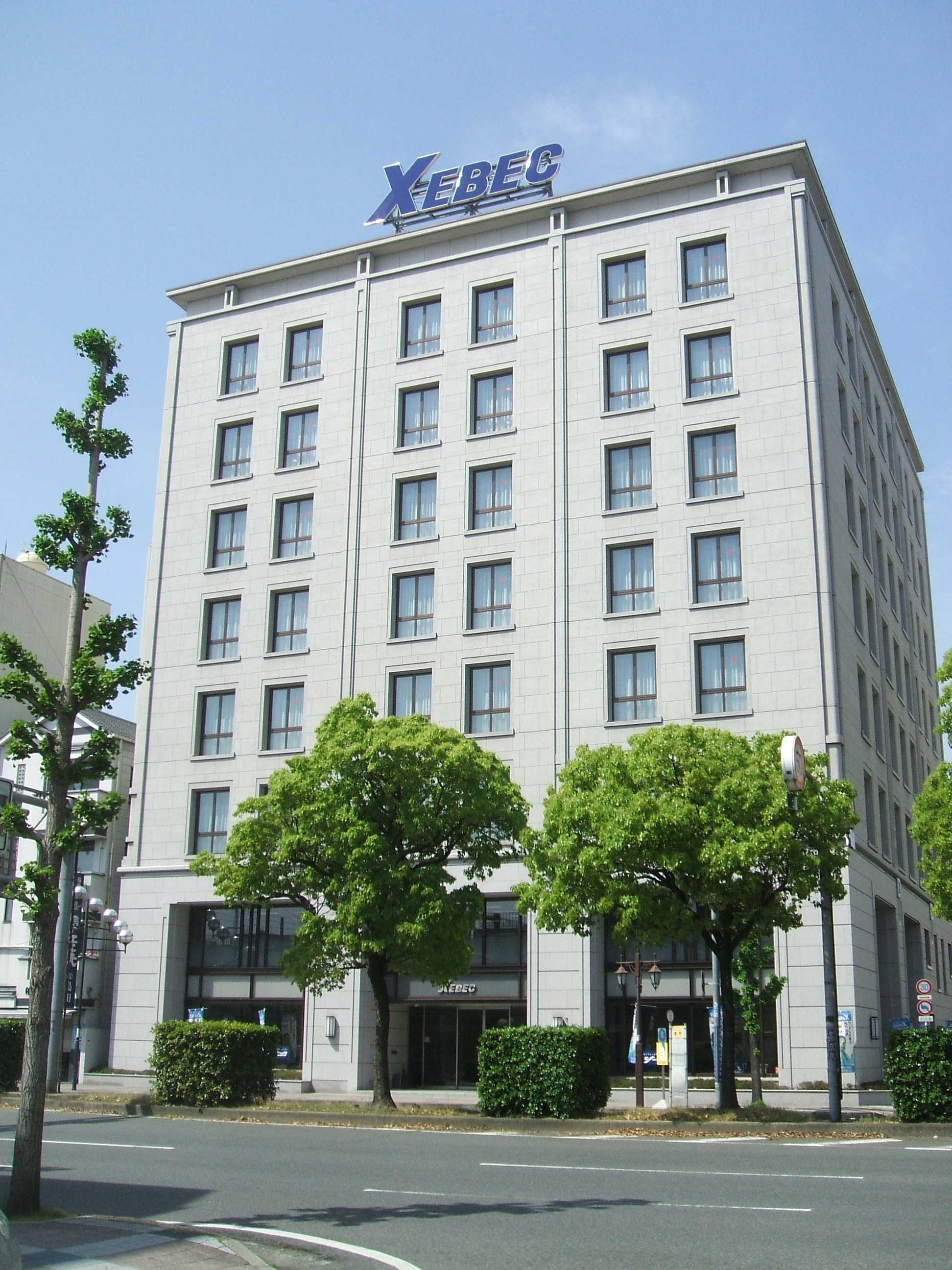
ジーベック本社（福山市霞）

## 文化
岡山県倉敷市は日本遺産「一輪の綿花から始まる倉敷物語～和と洋が織りなす繊維のまち～」に認定され、倉敷市児島地域は「国産ジーンズ発祥の地」と称している。以下日本遺産を構成する文化財を列挙する
- 国指定重要伝統的建造物群保存地区 : 倉敷川畔伝統的建造物群保存地区
- 国指定重要文化財 : 旧大原家住宅、大橋家住宅、大原美術館（建物は未指定で収蔵物に国重文がある）、高梁川東西用水取配水施設、旧野﨑家住宅（県史跡）
- 県指定町並み保存地区 : 下津井町並み保存地区、玉島町並み保存地区
- 県指定重要文化財 : 蓮台寺、由加神社
- 市指定重要文化財 : 倉敷館、錦莞莚
- 市指定史跡 : 一の口水門、板敷水門
- 近代化産業遺産 : 倉敷アイビースクエア
- 国登録有形文化財 : 楠戸家住宅（市重文）、旧中国銀行倉敷本町出張所、倉紡記念館（近代化産業遺産）、磯崎眠亀記念館、旧柚木家住宅
- 未指定 : 有隣荘、倉敷考古館、倉敷屏風祭、素隠居、ばらずじ、倉敷民藝館、民芸品、繊維製品、むかし下津井回船問屋、下津井節

児島では1955年第1回児島繊維祭を開催、その後「せんい児島まつり」「せんい児島瀬戸大橋まつり」と名を変え現在開催されている。

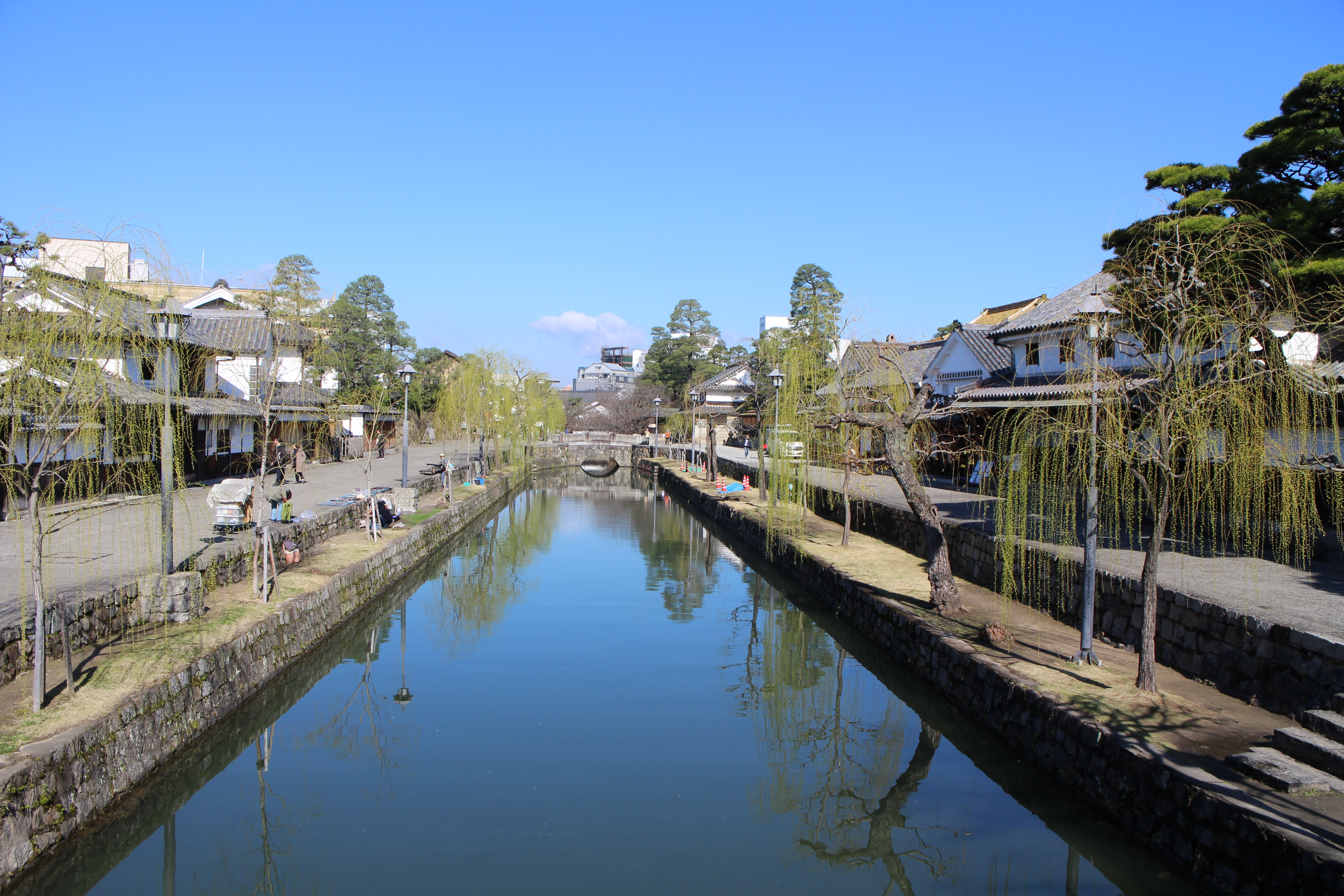
倉敷川畔伝統的建造物群保存地区
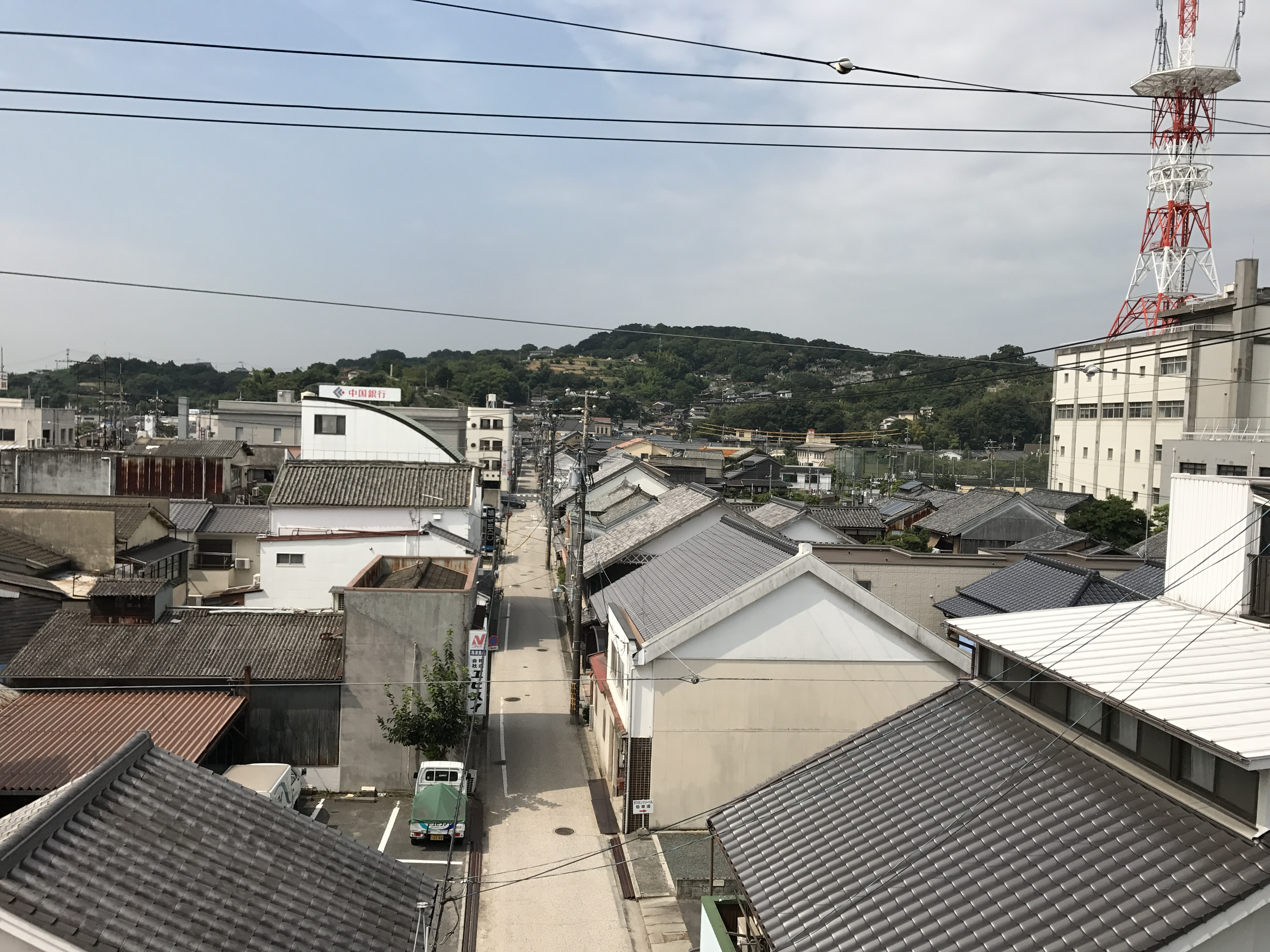
玉島町並み保存地区
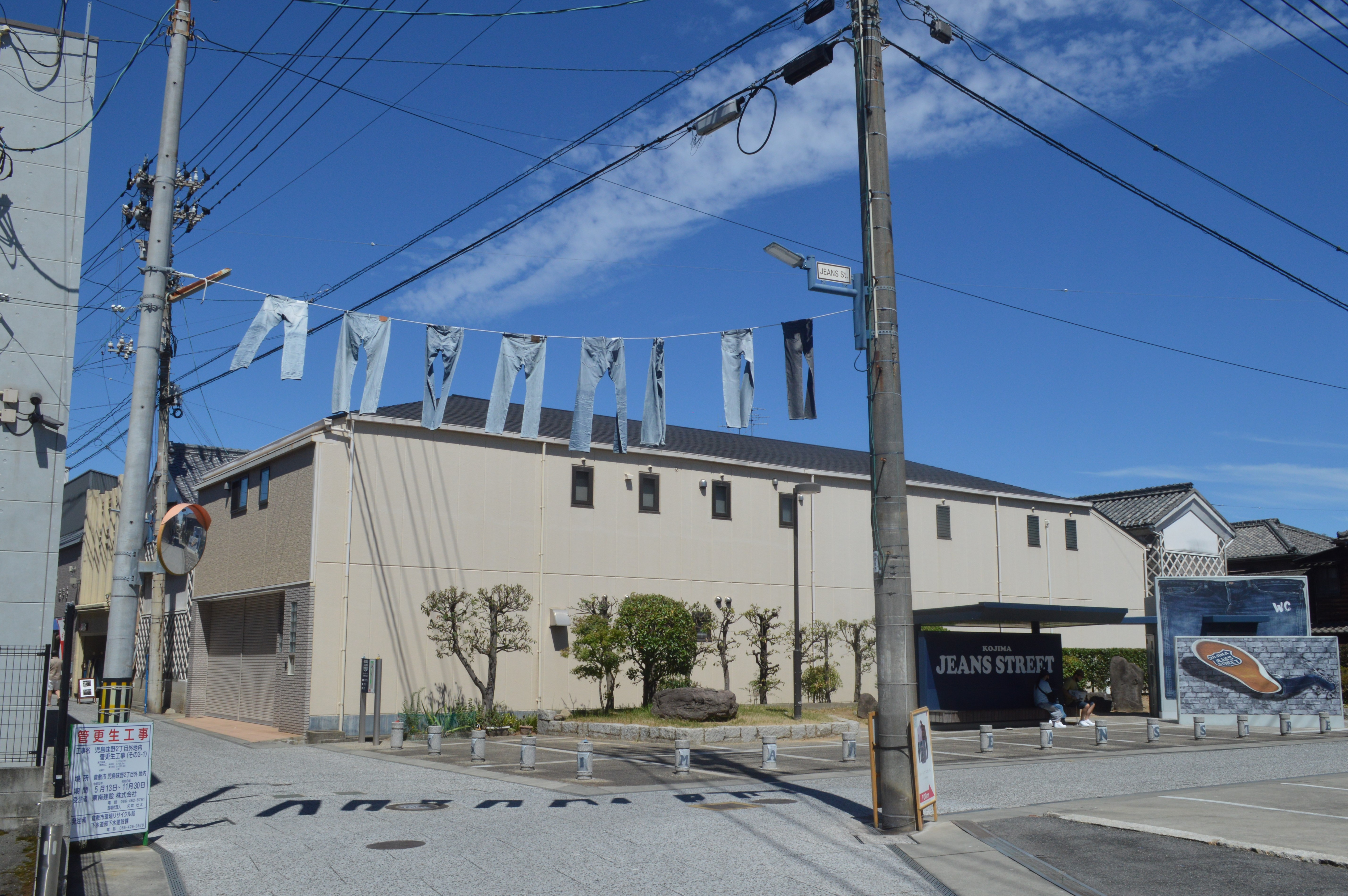
児島ジーンズストリート。児島駅前の味野商店街を児島商工会議所・地元メーカーが中心になって2009年から整備した[70]。

岡山県井原市は「ジーンズのふるさと」と称し、「井原デニム」が井原商工会議所によって地域団体商標登録（第6125221号）されている。井原被服協同組合は井原鉄道井原駅の2階にデニムミュージアム・デニムストアを開設している。

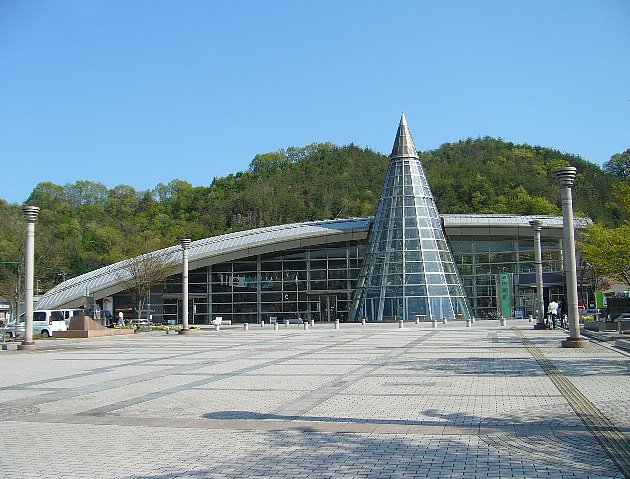
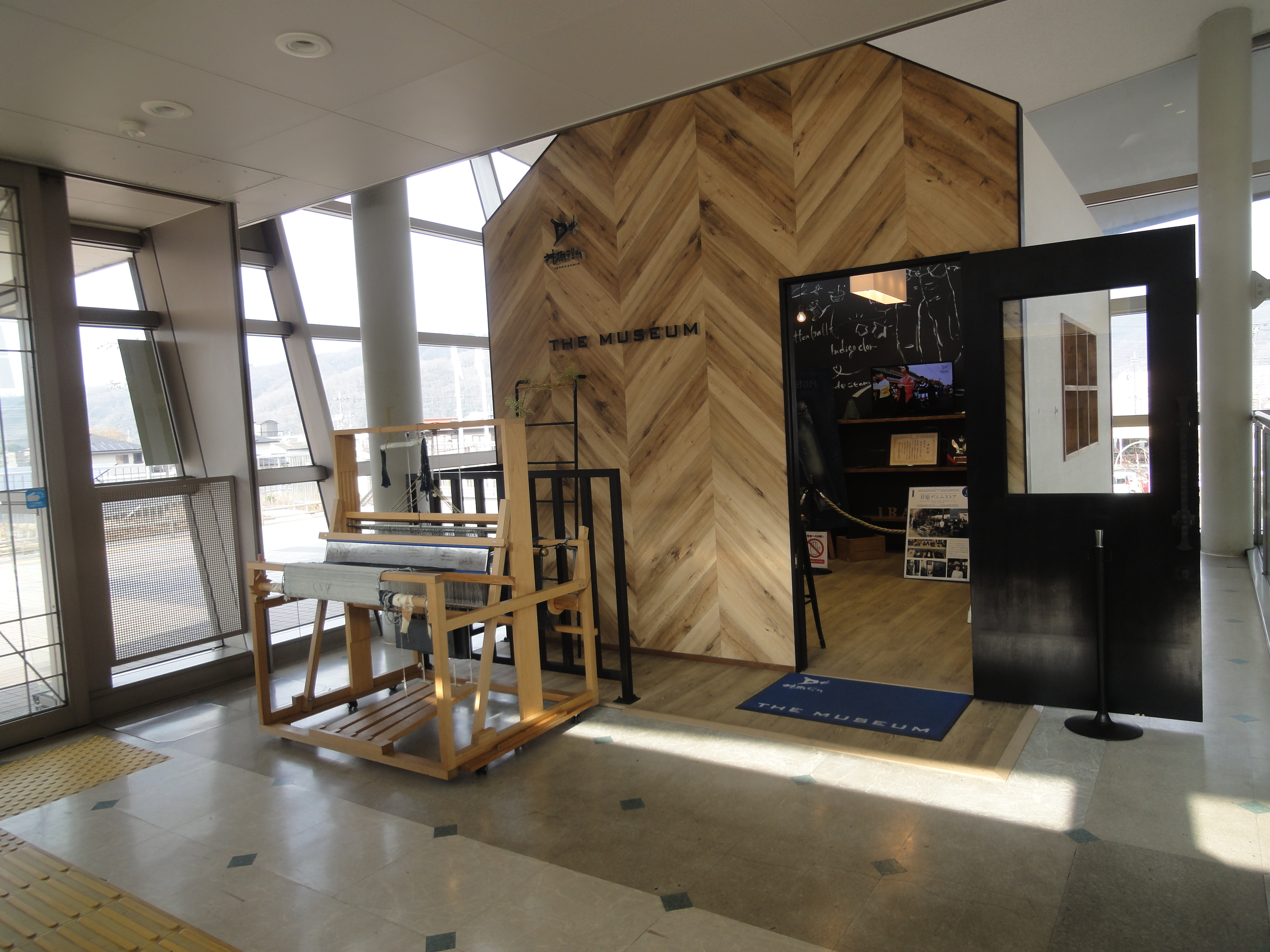

福山市にあるポートプラザ日化（旧日本化薬福山工場）では日化によって「我が国染料工業黎明の地碑」が建立されている。福山市しんいち歴史民俗博物館では備後絣の保存と活用に取り組んでいる。
以下企業が運営する資料館・美術館を列挙する。
- 大原美術館
- 華鴒大塚美術館
- 倉紡記念館 - 倉敷市。クラボウ運営。
- ジーンズミュージアム - 倉敷市児島。ベディスミス運営[72]。
- トンボ歴史資料館（八正館） - 玉野市八浜町。トンボ運営[72]。
- 児島学生服資料館 - 倉敷市児島。日本被服運営[72]。
- 貝原歴史資料館 - 福山市新市。カイハラ運営。

かつてこれらの企業を母体とするスポーツチームが存在した（クラボウバレーボール部・旭化成スパーキッズ）。これら繊維関連企業が地元チームのユニフォームサプライヤーを務めていた（ファジアーノ岡山FC）。